# Andries Hoogerwerf

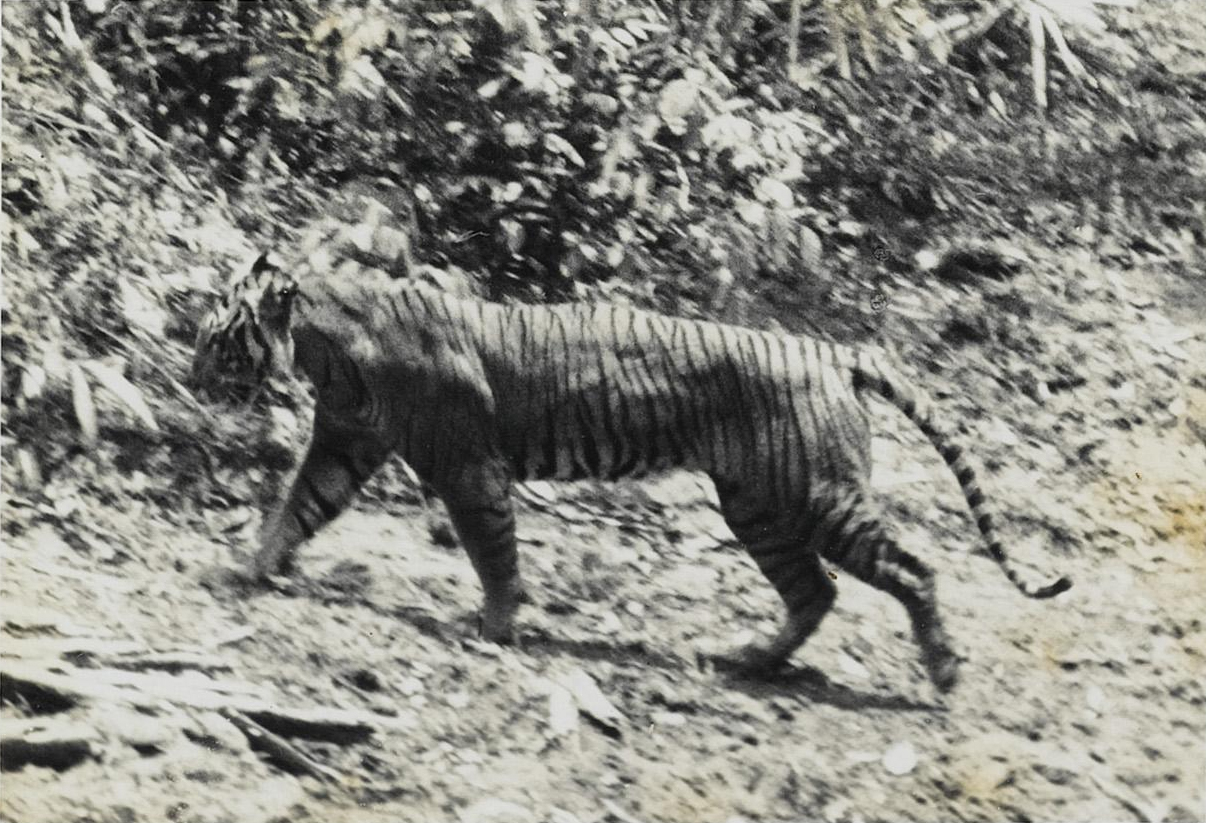
O extinto tigre-de-java fotografado por Andries Hoogerwerf em 1938

Andries Hoogerwerf (29 de agosto de 1906 - 5 de fevereiro de 1977) foi um atleta de atletismo, naturalista, ornitólogo e conservacionista holandês, que passou grande parte de sua vida profissional nas Índias Orientais Holandesas e na Nova Guiné Holandesa.

## Atletismo
A carreira de Hoogerwerf no atletismo durou do início da década de 1920 até 1930, período em que competiu em provas de corrida de meia distância. Em 1923, Hoogerwerf estabeleceu seu primeiro recorde nacional holandês, completando os 800 m em 1:56.6. Nos 1.000 m, ele superou o recorde holandês três vezes, começando com 2:40.2 em 1929 e terminando com 2:35.2 em 1930. Em 1930, ele finalmente também superou o recorde holandês dos 1.500 m de 4:10.6 para 4:08.6. Hoogerwerf competiu nos Jogos Olímpicos de Verão de 1928 em Amsterdã como membro da equipe holandesa de revezamento 4x400 m. A equipe foi eliminada nas eliminatórias.

## Carreira como naturalista
Em 1931, Hoogerwerf mudou-se para Java, nas Índias Orientais Holandesas (hoje Indonésia), onde trabalhou no Jardim Botânico de Bogor. Foi nomeado oficial de proteção da natureza das reservas naturais da colônia em 1935, e está especialmente associado ao Parque Nacional de Ujung Kulon, o primeiro da Indonésia, e à conservação do rinoceronte-de-java.

## Publicações
Além de vários relatórios e cerca de 250 artigos científicos, os livros de autoria de Hoogerwerf incluem:
- 1938 – De avifauna van Batavia en omstreken. Leiden.
- 1949 – Bijdrage tot de oölogie van Java. Holanda.
- 1949 – De avifauna van de Plantentuin te Buitenzorg (Java). Buitenzorg.
- 1949 – De Avifauna van Tjibodas en omgeving. Buitenzorg.
- 1953 – An Ornithological bibliography having particular reference to the study of the Birds of Java. Jacarta.
- 1967 – A further contribution to our oological knowledge of the Island of Java (Indonesia). Leiden. (with W.Ph.J. Hellebrekers).
- 1970 – Udjung Kulon: The Land of the Last Javan Rhinoceros. Brill: Leiden.